# Oude pastorie van Gaasbeek

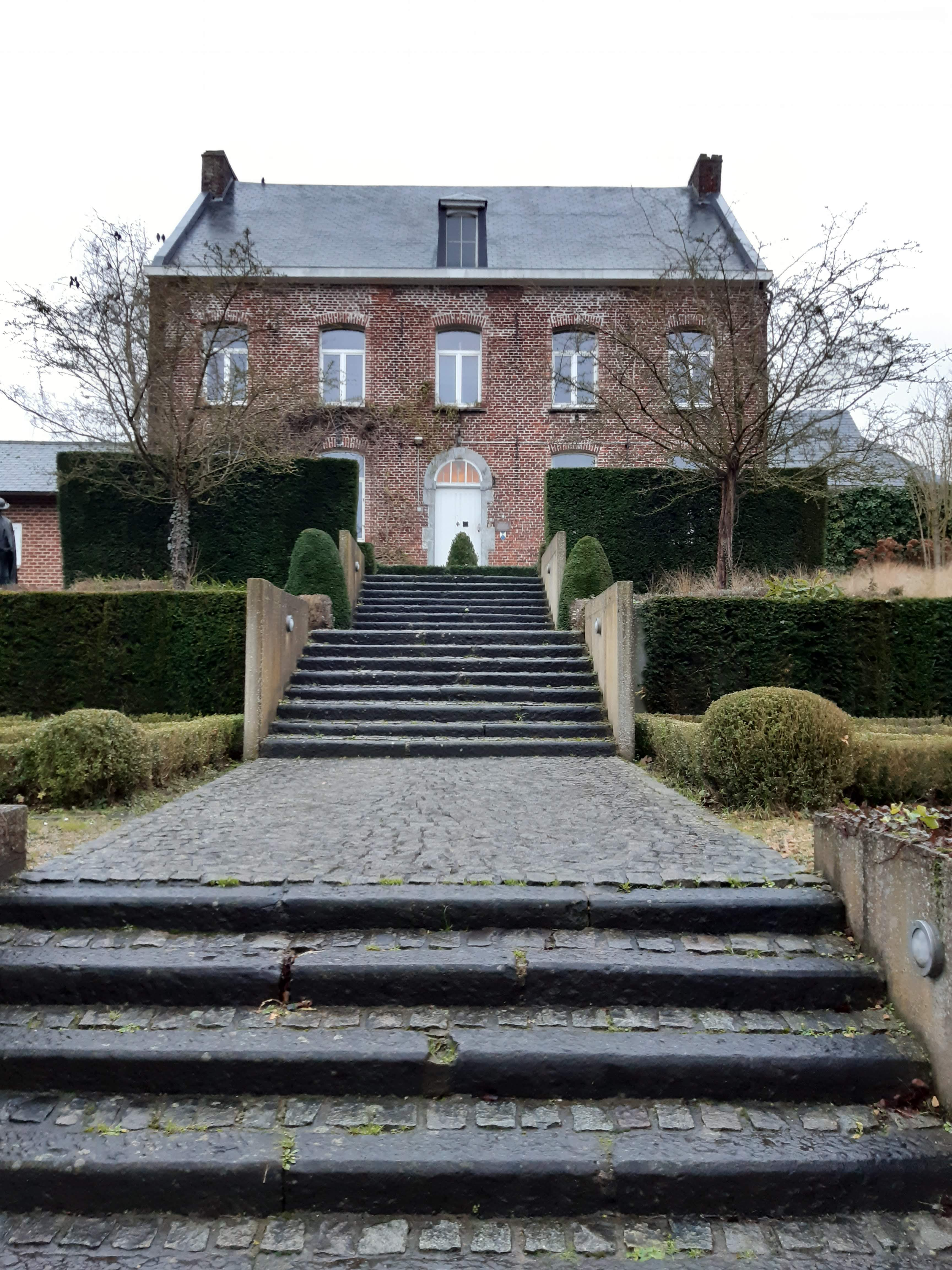
Zicht op de voorgevel (kant Donkerstraat)

De oude pastorie is gelegen in centrum Gaasbeek (deelgemeente Lennik) en dateert uit 1758. De pastorie is ook gekend als de Pastorie Onze-Lieve-Vrouwparochie.

## Het gebouw
Het pand is gelegen op een helling in de dorpskom van Gaasbeek ten noordoosten van de kerk. Het is een dubbelhuis bestaande uit twee verdiepingen over vijf traveeën onder een zadeldak uit kunstleien.
De constructie is opgetrokken uit baksteen. De pastorie maakt sinds 1946 deel uit van het beschermde dorpszicht van Gaasbeek.
Sinds 2009 is ook het gebouw zelf beschermd als erfgoed.

## Gebruik van de pastorie
De pastorie is sinds 2000 ook beperkt publiekelijk toegankelijk: de voortuin en de hoogstamboomgaard achteraan zijn bereikbaar. In de voortuin van de pastorie breviert de dorpspastoor van Gaasbeek onverstoorbaar. Dit beeld van Hilde Lippens en Lieve De Smet refereert naar de tijd van toen.
De oude pastorie van Gaasbeek is de uitvalsbasis van Regionaal Landschap Pajottenland & Zennevallei, een samenwerking die overal in de regio werkt aan natuur- en landschapsprojecten met o.a. inwoners, gemeenten en landbouwers.
Het huidige gebouw werd uitgekozen tot een van de Paradijsplekjes van het Pajottenland.